# Cyclone de Coringa de 1839
Le cyclone de Coringa de 1839, aussi connu comme cyclone de l'Inde de 1839 et cyclone d'Andhra Pradesh de 1839, est un violent cyclone tropical qui a frappé le 25 novembre 1839 la ville portuaire de Coringa en Andhra Pradesh sur la côte sud-est de l'Inde britannique et qui a détruit le port. Il a causé beaucoup de dommage et tué plus de 300 000 personnes, ce qui fait de lui le deuxième cyclone le plus meurtrier de l'histoire après le cyclone de Bhola de 1970. De nombreux navires ont été détruits et des maisons ont été emportées par les rivières et les ruisseaux en crue. Les terres cultivées ont été inondées et de nombreux animaux se sont noyés à cause des inondations et de l'onde de tempête.
La ville portuaire n'a pas été reconstruite après le cyclone. Certaines personnes qui ont survécu à la catastrophe ont reconstruit leurs maisons loin de la côte. Certains fonctionnaires britanniques ont baptisé la zone « Hope Island » (île de l'espoir), espérant ainsi protéger la ville de futures catastrophes écologiques.

## Contexte
Coringa était une ville portuaire située dans le golfe du Bengale, près de l'embouchure du fleuve Godavari, la population de la région est de dix millions d'habitants et le port est un lieu de commerce très actif, qui accueille des milliers de navires et de cargaisons internationaux.
En 1789, un autre cyclone est passé près de la région, générant une importante onde de tempête qui a tué plus de 20 000 personnes. De grands navires ont coulé dans les eaux agitées du golfe du Bengale et des rizières ont été détruites par les inondations et les vagues. La ville a été presque anéantie, mais a réussi à se rétablir. Après la reconstruction de la ville, le port est devenu plus actif qu'il ne l'était auparavant. Le cyclone était surnommé dans les temps modernes le Grand cyclone de Coringa.

## Évolution météorologique
De nombreux navires traversant la ville portuaire ou se trouvant à proximité ont commencé à observer un régime pluvieux le 24 novembre 1839, un jour avant que le cyclone ne touche terre. La tempête s'est éloigné et le temps s'est amélioré le 26 novembre, d'après les journaux de bord des navires. Le 25 novembre 1839, le cyclone a frappé Coringa, générant une onde de tempête de 40 pieds (12,2 m) qui a complètement détruit la région.

## Conséquences

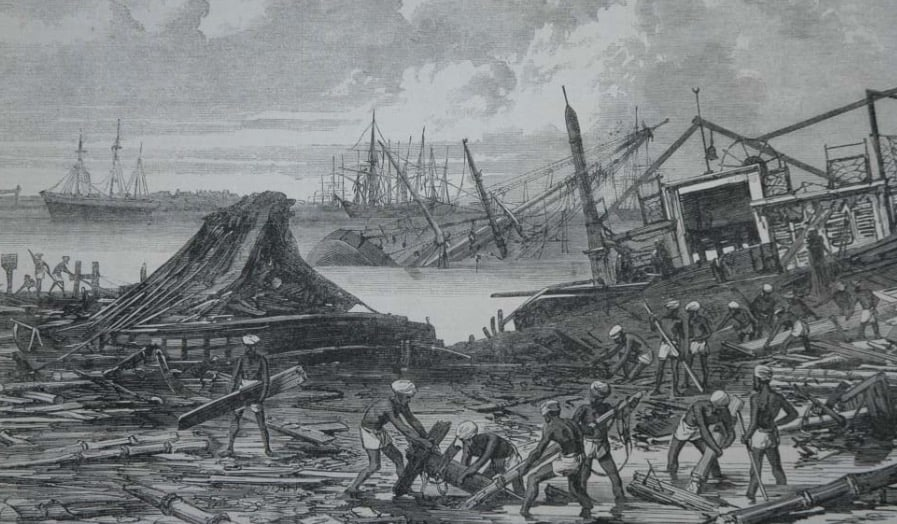
Vue d'une partie des dommages.

Par rapport à la tempête de 1789, les dégâts ont été bien plus importants et les 20 000 navires qui se trouvaient dans le port ont été détruits, les maisons et les arbres ont été emportées alors que d'autres structures de la ville ont été endommagées. Les terres cultivées et les récoltes de canne à sucre ont été inondées,,.
Le cyclone a tué environ 300 000 personnes à l'intérieur des terres et en mer ce qui en fait le deuxième cyclone tropical le plus meurtrier au monde, derrière le cyclone Bhola de 1970,. Seules quelques personnes ont survécu au cyclone. Le bétail et certains animaux à l'intérieur des terres se sont noyés dans l'onde de tempête.
Après la catastrophe, les survivants ne firent aucun effort pour reconstruire le port, la plupart d'entre eux décident d'émigrer et de s'éloigner de la « ville maudite ». Certains ont quitté la côte pour reconstruire leur communauté, loin à l'intérieur des terres. La région a été baptisée Hope Island par les autorités britanniques (à ne pas confondre avec l'île Hope, située près de Kakinada, dans l'Andhra Pradesh).
C'est un fonctionnaire de la Compagnie britannique des Indes orientales, Henry Piddington, qui a utilisé le terme cyclone dans ses rapports pour la première fois, en observant les dégâts causés par les tempêtes de 1789 et de 1839, comparant le phénomène météorologique à un serpent s'enroulant en cercle, « kyklos » en grec, d'où cyclone.